# سيمون ويلكينسون
سيمون ويلكينسون (بالإنجليزية: Simon Wilkinson)‏ هو ملحن بريطاني، ولد في 2 فبراير 1972 في وورثينغ ‏ في المملكة المتحدة.

## وصلات خارجية
- الموقع الرسمي
- سيمون ويلكينسون على موقع IMDb (الإنجليزية)
- سيمون ويلكينسون على موقع ميوزك برينز (الإنجليزية)
- سيمون ويلكينسون على موقع ديسكوغز (الإنجليزية)